# 257ers
De 257ers is een Duitse hiphopband. De in 2004 opgerichte groep bestaat uit de rappers Shneezin en Mike, daarnaast speelt ene Jewlz mee als erelid.

## Biografie

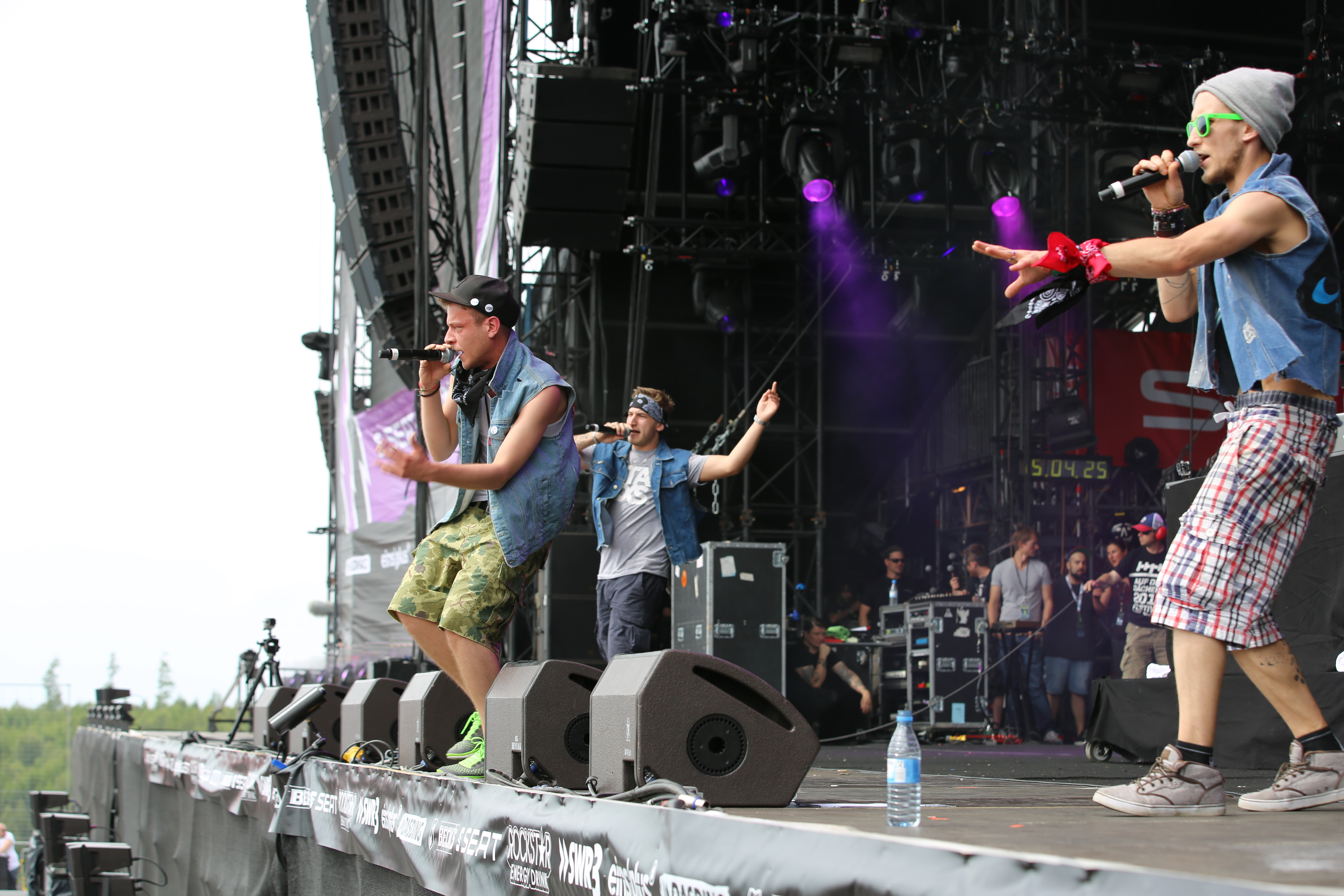
257ers op het festival Rock am Ring in 2014

De leden van de groep, Shneezin en Mike, komen oorspronkelijk uit Kupferdreh, een wijk in Essen met de postcode 45257. De groep is rond 1997 begonnen als een groep taggers, maar ontwikkelde zich later tot een rapformatie. Ze begonnen met enkele mixtapes online te zetten, waaronder Scheiß auf Rappen uit 2008, waarvan de track Akk een signatuurstuk werd.
In april 2009 werd het album Hokus Pokus gratis online gezet. Vier tracks van dit album werden van videoclips voorzien. Het jaar daarop bracht Shneezin een solo-EP uit, Smegma, waarop Keule, Mike alsook de rapper Favorite te horen waren.
In 2016 brachten de 257ers een ode aan Nederland uit genaamd Holland.

## Discografie

### Studioalbums
- 2009: Hokus Pokus
- 2010: Zwen
- 2012: HRNSHN
- 2014: Boomshakkalakka
- 2016: Mikrokosmos

### Singles
- 2012: Auseinanda
- 2014: Warum
- 2014: Baby du riechst
- 2014: Irgendwo in Vegas (feat. Alligatoah)
- 2016: Holland
- 2016: Holz
- 2017: Früher War Besser
- 2018: Ti Amo